# Код тебе или код мене?
Код тебе или код мене? (енгл. Your Place or Mine) америчка је романтична комедија из 2023. године. Режију и сценарио потписује Алин Брош Макена, док главне улоге тумаче Рис Видерспун и Ештон Кучер.
Приказао га је Netflix од 10. фебруара 2023. године. Добио је помешане рецензије критичара, који су критиковали мањак хемије између Видерспунове и Кучера.

## Радња
Најбољи пријатељи и суште супротности, Деби и Питер, на једну седмицу замене куће и једно другом завире у живот, што би им могло отворити врата љубави.

## Улоге
| Глумац        | Улога           |
| ------------- | --------------- |
| Рис Видерспун | Деби Дан        |
| Ештон Кучер   | Питер Колман    |
| Зои Чао       | Минка           |
| Џеси Вилијамс | Тео Мартин      |
| Весли Кимел   | Џек             |
| Тиг Нотаро    | Алиша           |
| Стив Зан      | Зен             |
| Рејчел Блум   | Скарлет         |
| Грифин Метјуз | професор Голден |
| Вела Лавел    | Бека            |
| Шири Еплби    | Ванеса          |